# Юзефович Борис Михайлович
Бори́с Миха́йлович Юзефо́вич (1843 — 1911) — син Михайла Володимировича Юзефовича, голови Київської археографічної комісії.
Борис Юзефович видавав у Києві з вересня 1906 року до червня 1907 року газету рос. «Закон и правда», орган Київської монархічної правової партії.